# Rod Schejtman
Maestro Rod Schejtman é um compositor sinfônico, pianista, engenheiro e educador argentino-estadunidense. É fundador da The Piano Encyclopedia, reconhecido por desenvolver uma metodologia para ensinar improvisação, composição e treinamento auditivo, bem como por integrar formas sinfônicas clássicas com a linguagem cinematográfica.

## Carreira
Em 2005, o Maestro Schejtman fundou a The Piano Encyclopedia, estabelecendo uma plataforma digital global para a educação pianística e introduzindo The Logic Behind Music, um sistema projetado para desmontar o mito do talento inato e permitir que qualquer estudante improvise, componha e toque de ouvido por meio da análise lógica da música em vez da memorização. Sua metodologia já alcançou mais de 250.000 estudantes em 75 países.
Em 2023, após um processo de seleção de dois anos que envolveu 32 países e mais de 60 instituições — incluindo Steinway & Sons, Bechstein e a Filarmônica de Nova Iorque — Schejtman foi coroado com o título de laureado global no WorldVision Composers Contest de Viena. Esse evento é amplamente conhecido como a “Copa do Mundo da Música Clássica”. Durante a competição, compôs três obras sinfônicas em grande escala e sua peça Luce Nell’Oscurità foi transmitida nacionalmente na Argentina pela Radio Nacional após a cerimônia em Viena. O evento e o prêmio receberam ampla cobertura na imprensa.
O Maestro Schejtman já se apresentou internacionalmente, incluindo o Festival Musilosophy em Roma e a Plaça Catalunya em Barcelona. Suas obras foram apresentadas na Radio FM 104.5 e na Antena 3 TV, bem como em concertos para públicos diplomáticos.
Em 2024, o Maestro Rod Schejtman foi escolhido por Lalo Schifrin — compositor do tema de Mission: Impossible, seis vezes ganhador do Grammy e vencedor de um Oscar Honorário — para coescrever Viva la Libertad (Long Live Freedom), uma sinfonia completa dedicada à Argentina.  A estreia ocorreu em Buenos Aires, interpretada pela Orquestra Sinfônica Nacional sob a regência de Emmanuel Siffert.  A obra coescrita por Schejtman-Schifrin foi transmitida em rede nacional pela Televisión Pública e pela Radio Nacional. Viva la Libertad foi posteriormente declarada Obra de Interesse Cultural pelo Governo da República Argentina.  A obra e sua mensagem receberam ampla cobertura nacional e internacional.  A turnê mundial de Viva la Libertad (Long Live Freedom) inclui apresentações em Los Angeles, Paris e outras capitais, e os programas também apresentam as obras premiadas de Schejtman em Viena.
Em 2025, o Maestro Rod Schejtman foi nomeado Membro Correspondente da Sociedade Bach, tornando-se o primeiro argentino a receber essa distinção em mais de um século, desde a fundação da sociedade em 1917. A designação, baseada na votação unânime do diretório, reconhece “suas destacadas qualidades como músico, pianista e compositor” e o reconhece como “uma figura-chave do mundo erudito contemporâneo na América”.

## Prêmios
- WorldVision Composers Contest – Laureado Global / Campeão Mundial (Viena, 2023)[4][6]
- Obra de Interesse Cultural, Governo da República Argentina (2025)[16][17]
- Membro Correspondente, Bach Society (2025)[15]